# Prieuré de la Magdeleine de Réno
Le prieuré de la Magdeleine de Réno est un ancien prieuré de l'ordre de Grandmont situé sur le territoire de la commune de Longny les Villages, en France.

## Localisation
Le prieuré est situé dans le département de l'Orne, à 1 km à l'ouest du bourg de Saint-Victor-de-Réno, commune déléguée de la commune nouvelle de Longny les Villages.

## Architecture
La chapelle, élevée au XIIIe siècle et restaurée au XVe siècle, est inscrite au titre des monuments historiques le 4 novembre 1983.